# Eurycea cirrigera
Eurycea cirrigera är en groddjursart som först beskrevs av Green 1831.  Eurycea cirrigera ingår i släktet Eurycea och familjen lunglösa salamandrar. IUCN kategoriserar arten globalt som livskraftig. Inga underarter finns listade i Catalogue of Life.